# Rottelsheim
Rottelsheim település Franciaországban, Bas-Rhin megyében. Lakosainak száma 294 fő (2022. január 1.). Rottelsheim Batzendorf, Bernolsheim, Brumath, Kriegsheim, Niederschaeffolsheim és Wahlenheim községekkel határos.

## Népesség
A település népessége az elmúlt években az alábbi módon változott:
| Lakosok száma | 324  | 318  | 323  | 307  | 302  | 297  | 296  | 288  | 294  |
|               | 2013 | 2015 | 2016 | 2017 | 2018 | 2019 | 2020 | 2021 | 2022 |